# Onze-Lieve-Vrouw van de Zeekerk
De Onze-Lieve-Vrouw van de Zeekerk (Frans: Égise Notre-Dame-de-la-Mer) is de parochiekerk van de tot het Franse departement Pas-de-Calais behorende plaats Camiers, gelegen aan de Rue de l'Église.

## Gebouw
De huidige kerk is van 1914 en kent twee voorgangers. Het portaal bevindt zich voor de voorgebouwde toren en boven het portaal is een spitsbogig timpaan, waarop Christus en de vier Evangelisten geschilderd staan en wel zodanig dat het op een mozaïek lijkt. Het transept bevat twee kapellen op de uiteinden en het koor is driezijdig afgesloten.
Tijdens de Eerste Wereldoorlog werd de kerk gebruikt als hospitaal voor Britse soldaten en dezen schonken uit dankbaarheid twee glas-in-loodramen, voorstellende Sint-Joris en Sint-Patrick. Een derde, aan Sint-Genoveva gewijd glas-in-loodraam werd later door hen geschonken ter herinnering aan hun gesneuvelde kameraden.